# 雙陰莖
双阴茎（Diphallia，亦有從英語簡寫作PD）是指男性天生就有二個阴茎，是一种男性外生殖器異常。醫學上首宗有記錄的雙陰莖的個案發生於1609年由瑞士醫生Johannes Jacob Wecker發表。根據美國的統計數字，每550万人就有一名双阴茎者。而截至現在，全球亦只出現過約1000個案例。
雙陰莖通常都會伴隨其他先天問題出現，例如：腎臟、脊椎等，有雙陰莖的人同時罹患脊柱裂的風險也較高。

## 參看
- 脊柱裂
- 多睾丸症（英语：Polyorchidism）
- 無陰茎症（英语：Penile agenesis）
- 陰道隔
- 同卵雙胞胎

## 外部連結
- Diphallia Medical Case Report